# Sân bay Đài Nam
Sân bay Đài Nam (臺南機場, formally 臺南航空站) (IATA: TNN, ICAO: RCNN) là một sân bay hỗn hợp thương mại/quân sự tại Quận Nam, Đài Nam, Đài Loan, Trung Hoa Dân Quốc. Đây là sân bay quốc nội bận rộn thứ 3 sau sân bay Tùng Sơn Đài Bắc và sân bay quốc tế Cao Hùng
Do dùng chung với quân đội nên nhà ga nằm khá xa khu bay.

## Các tuyến bay và các hãng hàng không hoạt động
- Uni Air (Kim Môn, Mã Công)
- China Airlines (Hồng Kông, Osaka)
- VietJet Air (Thành phố Hồ Chí Minh)
- Vietnam Airlines (Cần Thơ)
- Bamboo Airways (Thuê chuyến: Hà nội)

## Các hãng từng hoạt động
- Far Eastern Air Transport (Taipei-Songshan)